# 十二生肖爆烈戰士
《十二生肖 爆烈戰士》（十二戦支 爆烈エトレンジャー）為1995年4月7日至1996年1月26日間，每週五18:30～18:58，於NHK衛星第2頻道播放之電視動畫。原作池田仁男，全39話。
本動畫在台灣由中國電視公司首播（節目名稱為《十二生肖守護神 爆烈戰士》，播映期間：1996年5月9日至1997年3月5日），東視育樂台（後改名東森育樂台）、中都卡通台、東森綜合台、衛視中文台也有播出，弘音企業有限公司代理錄影帶版。在澳門由新衛視卡通台（New Cartoon TV）播出，而香港則於1996年5月14日至7月5日在無綫電視翡翠台的《閃電傳真機》節目內播出。

## 故事簡介
在一座和平的島嶼“夢原島”上，有著一個梦原王国，那裡住著一群善良的動物精靈，包括十二生肖守護神在內的十二種動物，他們有次正在舉行王國慶典，舉辦一年一次的動物運動會的時候，淺藏在深海之中的妖魔軍團，卻蠢蠢欲動地想要征討梦原王國，他們唯一進攻的地方，就是派遣一群妖魔怪兽，把原有的童話世界搞得一團糟，然後在一舉攻陷梦原，將夢原島沈入海底，這時，梦原王國的公主，歐拉得知妖魔军团妄图侵佔梦原王國，便用灵力將十二生肖守護神他們召回，讓他們駕馭麒麟戰機，選出數位生肖戰士到达凌亂的童話世界，將妖魔消滅，从而恢復故事世界原有的結局，於是十二生肖守護神-爆烈戰士的童話拯救大作戰就要开战啰！PS中視版本中，爆烈丸等人自稱為<十二生肖守護神-奇擊特攻隊>，自我介紹的招牌台詞為<爆烈 奇擊特攻隊>。到了衛視版才有自稱 <十二生肖守護神-爆烈戰士>一詞。

## 登場人物

### 十二生肖戰士
- （配音：坂本千夏，台灣：中視馮友薇，衛視賀世芳，香港：蔡惠萍）

子-鼠
鼠精靈，最常出擊的隊員之一，具冒險心和行動力，個性精明且有正義感，也是最熱血的隊員。因為6年前失蹤暨身為天敵的貓精靈宵克拉的影響，患有嚴重的恐貓症，後期在虎精灵虎王的幫助下治好。
和是知己，和克莉姆感情要好，和蒙克是吵架夥伴。擅於領導隊員。過去老是被宵克拉追著跑（有時是他主動挑釁），表面很怕宵克拉，但內心其實認可她是同伴。
道具:光劍<OR閃光大刀>(在桃太郎世界恢復原樣後仍留下來的一把能量光劍)、照妖鏡<別稱『現魔鏡』>(雖是主要持有人，但因為任務需要，未出擊時曾有讓渡過)
能力:領導隊員，操作照妖鏡及光劍攻擊，必殺技為<爆烈丸劍法>，包含<快刀斬>與<疾風劍>
- （配音：森川智之，台灣：中視劉傑，衛視(待查)，香港：陳永信）

丑-牛
牛精靈，個性憨厚，說話口頭禪為「～的牛」，但有不退讓的一面，破壞力可以說是屬一屬二的，為十二支成員裡力氣最大的成員。
能力 :赫魯斯拳擊;對紅色異常敏感，會變身成碩大的蠻牛，用角撞擊，經常是由隊員誘發。在進入黑暗童話樹裡面開始最終決戰時是第二個犧牲的。
- （配音：星野充昭），台灣：中視于正昇，衛視(待查)，香港：張錦江）

寅-虎
虎精靈，豪邁奔放，極有自信的男性，是個可靠的夥伴，近身肉搏是主要戰力。
和是知己，和龙是至交，和宵克拉是故友且對她非常癡情。宵克拉失蹤的6年來一直不間斷的送生日禮物到她家，發現喵瑪就是宵克拉的時候相當痛苦，但直到最後還是希望她從喵瑪變回來，劇情最後恢復正常的宵克拉為了贖罪獨自踏上旅行，目送的虎王仍然打算等待她歸來。
道具:老虎之眼
能力:配戴墨鏡時，會喊"ToLaToLa Ai"(老虎之眼)。戴上墨鏡後，能變身成猛虎，近身肉博能力提升，且具搭載能力
- （配音：氷上恭子，台灣：中視(待查)，衛視龍顯蕙，香港：鄭麗麗）

卯-兔
兔精靈，活潑可愛，精明能干，聽覺靈敏，但也有不向惡勢力屈服的一面，後援成員之一。
喜歡爆丸，和爆烈丸感情要好，曾經因為吃醋而把出氣筒烏力弄得半死不活。和诗芙丽及塔露朵是姐妹淘。為最終決戰時除了爆丸外最後還活著的兩人之一。
名字意為「鮮奶油」
道具:魔法棒(能夠改變形體和服裝，但不會脫離人型)
能力:用改變了的模樣來應對現況
- （配音：山野井仁，台灣：中視劉傑，衛視(待查)，香港：梁耀昌）

辰-龍
龍精靈，修行者，莊重識大體，坚信認為是對的事，常成為支援隊員。
和卡奥是至交，是诺洛里憧憬對象，在進入黑暗童話樹裡面開始最終決戰時是第一個犧牲的。
道具:龍珠(喊著中文讀音的一，二，三往下砸即可在一陣煙霧中變化成飛龍)
能力:召喚雷電，變身成龍後能噴火，卷起風暴，具搭載及飛翔能力，亦是十二支成員裡擁有最多能力的成員
- （配音：納谷六朗，台灣：中視魏伯勤，衛視(待查)，香港：陳欣）

巳-蛇
蛇精靈，認真負責，是团队的智囊，希望自己能成為助力，後援之一。說話口頭禪為「NyoLoLi」
對龍哥懷抱憧憬 ，為十二支成員裏最聰明的成員。
能力:分析，操作儀器
- 派卡拉（配音：長嶝高士，台灣：中視于正昇，衛視(待查)，香港：何國星）

午-馬
馬精靈，熱血，青春洋溢，干勁十足的青年，說話口頭禪為「青春」。
對诗芙丽懷抱愛意，最後告白卻沒下文 ，為十二支成員裡行動速度最快的成員。
道具:馬蹄鐵回力標
能力:腳程極快，能善用回力標攻擊，以及用馬蹄鐵踢擊
- 詩芙麗（配音：宮村優子，台灣：中視(待查)，衛視陳美貞，香港：林元春）

未-羊
羊精靈，充滿著少女情懷，細心能干，悠哉悠哉的羊少女。是十二支成員裏個性最溫柔的成員。
和克莉姆及塔露朵是姐妹淘，是烏力的朋友。
名字意為「舒芙蕾」
道具:鏡盒(能設定材質，作雷達式搜索)
能力:使用鏡盒搜尋目標
- 蒙克（配音：龜井芳子，台灣：中視劉傑，衛視孫誠，香港：謝潔貞）

申-猴
猴精靈，調皮愛玩，鬼點子特多，但是重視朋友，有正義之心。
是爆烈丸的吵架夥伴，和波奇郎是不打不相識的朋友，為十二支成員裏行動力最佳的成員。
道具:變聲話機
能力:機動力十足，能自由應用同伴的武器，能改變聲音來誘敵
- 塔露朵（配音：川村万梨阿，台灣：中視馮友薇，衛視龍顯蕙，香港：盧素娟）

酉-雞
鸡精灵，对自己长相缺乏信心的大姐，对人也有親切的一面，和平常粗野的形像不相称。和克莉姆及詩芙丽是姐妹淘。
很喜歡卡奥，但因為卡奥對宵克拉癡情的關係，一直沒說出口，最後好像也打算獨自退出，但被波奇郎看出來並安慰。
名字意為「蛋塔」
道具:蛋型計時器
能力:能夠變化成行動力較佳的人型，本人似乎對這模樣比較滿意，經常以這個模樣行動，將蛋型計時器轉化成小雞(HiYoKo)的話，能搜尋指定對象
- 波奇郎（配音：森川智之，台灣：中視魏伯勤，衛視(待查)，香港：黎偉明）

戌-狗
犬精靈，有武士氣派和強烈俠義之心，喜歡獨來獨往，言談恭敬，說話口癖為「在下(拙者)」、「乃……也」。
和蒙克是不打不相識的好朋友，似乎是喜歡塔露朵，最終特地為塔露朵掏出手帕。
道具:如意骨棒(能自由伸縮而且能放電)
能力:敏銳的觀察力，以及善於以骨棒伸縮攻擊敵人
- 烏力（配音：澤海陽子，台灣：中視(待查)，衛視陳美貞，香港：區瑞華）

亥-豬
豬精靈，胆小怕事，愛玩且爱哭，对人毫无心机，唯害怕负责任。
總是被眾人特別照料。為最終決戰時除了爆丸外最後還活著的兩人之一。
能力:在哭的時候能創造出震蕩波，叫哭哭炮

### 與十二生肖戰士的關係者
- 欧拉公主（配音: 川村万梨阿，台灣：中視(待查)，衛視龍顯蕙，香港：沈小蘭）

十二生肖們守護的對象，是童話世界的守護者與領導者.曾因為自己的大意害了利迪亞跟宵克拉，一直很內疚.
- 麒麟號（配音: 納谷六朗，台灣：中視于正昇，衛視(待查)，香港：源家祥→陳永信）

十二生肖們乘坐的機械，也是跟十二生肖一起戰鬥的夥伴。
- 利迪亞（李哲也）　配音: 納谷六朗，台灣：中視(待查)，衛視(待查)，香港：(待查)

6年前失踪的麒麟精灵，麒麟号的真正身分，分析以及观察力优秀，有參加十二生肖竞选的资格，但卻选择做自己喜欢的报导工作，是当时唯一發現宵克拉的異樣追了過去，但來不及拯救肖克拉，亲眼目睹被妖魔神巴利控制而變成妖魔王妮玛的肖克拉，之后被妮玛打成重伤，最後拖着濒死的身体告訴欧拉公主自己目睹的一切，並且在歐拉公主的帮助下以麒麟号的身分重生，最後恢復为麒麟精灵利迪亚，继续做他最喜欢的记者工作。
- 肖克拉（素娜）　配音: 泽海阳子，台灣：中視(待查)，衛視(待查)，香港：雷碧娜

6年前失踪的貓精灵，妮玛的真正身分。跟加虎的关系非常要好，经常追着爆丸跑，不過她只是覺得爆丸的反應相當有趣而追著他玩，好勝聰明但是非常單純坦率，也因这性格而被利用，有參加十二生肖竞选的资格，与在妖魔神巴利的设计下以作弊的的情況失去参赛资格，因为欧拉公主的不体谅，心中的黑暗扩大，最终终于被妖魔神巴利逮到机会，将其心中的黑暗以及仇恨扩大并加以控制成为妖魔神巴利的傀儡，变成妖魔王妮玛，最后恢复成原本的貓精灵宵克拉，但因为无法原谅自己犯下的罪过而出发去旅行，打算赎罪，在她原谅自己的时候才会回來，在虎王的目送下离开。
名字意為「巧克力」
- 大灵神高尔（大靈神光魯）　配音：大木民夫，台灣：中視(待查)，衛視(待查)，香港：(待查)

### 妖魔軍
- 喵瑪（配音: 泽海阳子，台灣：中視(待查)，衛視(待查)，香港：雷碧娜）

妖魔王，有相當強大的力量，对妖魔神巴利忠心不二，憎恨十二生肖跟欧拉公主，但其实是妖魔神巴利的傀儡，当肖克拉單純的心留露出來使憎恨減弱時馬上就會被妖魔神巴利封印并加強憎恨，一直不断的自己骗自己，右手上的铃铛手环原本是虎王送給宵克拉的鈴鐺項圈，最後醒悟幫助十二生肖打敗妖魔神巴利，並恢復成原本單純坦率的貓精灵肖克拉。
- 青之珑烂（配音: 长嶝高士，台灣：中視(待查)，衛視(待查)，香港：馮錦堂）

妖魔四天王之一，男性，身體的顏色和頭髮都是蓝色，眼睛為蓝绿色，四天王中最强的一位，必殺技為<黑暗火焰>，因為看穿了他們的方法因此十二生肖差点都死在他手里。
- 赤之朱献（配音：冰上恭子，台灣：中視(待查)，衛視(待查)，香港：謝潔貞）

妖魔四天王之一，女性，身體的顏色和頭髮都是棕紅色，眼睛為橘色。第一人稱為「吾等」。
四天王中唯一擁有妮玛在過去仍身為肖克拉時記憶的人物，虎王曾經說他的身上有跟肖克拉完全一樣的味道。
為了要打敗十二生肖的隊員們，就分配到童話「不來梅的城市樂手」以知名樂團的主唱身分當臥底，但後來則開始感到不得不思考說要不要打倒他們而煩惱。
- 黑之玄燕（配音: 龟井芳子，台灣：中視(待查)，衛視(待查)，香港：陸惠玲）

妖魔四天王之一，女性。
- 白之号乾（配音: 星野充昭，台灣：中視(待查)，衛視(待查)，香港：黃子敬）

妖魔四天王之一，男性。
- 妖魔神巴利（配音：谷育子，台灣：中視(待查)，衛視(待查)，香港：盧素娟）

## 童話故事介紹
| 時代       | 時間       | 方位       | 童話故事         | 鼠 | 牛 | 虎 | 兔 | 龍 | 蛇 | 馬 | 羊 | 猴 | 雞 | 狗 | 豬 |
| ---------- | ---------- | ---------- | ---------------- | -- | -- | -- | -- | -- | -- | -- | -- | -- | -- | -- | -- |
| 猴         | 鼠         | 兔         | 桃太郎           | ○  | ●  | ●  | ○  |    |    |    |    | ○  | ○  | ○  |    |
| 雞         | 豬         | 牛         | 灰姑娘           | ○  |    |    | ○  | ●  | ○  | ○  | ○  |    |    |    |    |
| 兔         | 狗         | 猴         | 龜兔賽跑         | ○  |    |    | ○  | ○  | ●  |    |    | ○  |    | ○  |    |
| 雞         | 雞         | 雞         | 醜小鴨           | ○  | ○  |    |    |    | ○  | ●  |    |    | ○  |    | ○  |
| 猴         | 豬         | 馬         | 西遊記           | ○  |    | ●  |    | ●  |    | ○  | ○  | ○  |    |    | ○  |
| 兔         | 羊         | 雞         | 輝夜姬           | ○  | ●  | ○  | ○  |    |    |    | ○  |    | ○  |    | ●  |
| 牛         | 羊         | 豬         | 小紅帽           | ○  | ○  |    |    |    |    |    | ○  |    |    | ○  | ○  |
| 牛         | 龍         | 雞         | 傑克與豌豆       | ○  |    | ○  | ○  | ○  |    |    |    |    |    |    |    |
| 狗         | 雞         | 兔         | 小木偶           | ○  |    |    | ○  |    |    |    |    |    | ○  | ○  |    |
| 兔         | 雞         | 牛         | 白雪公主         | ○  | ○  | ○  | ○  |    |    |    | ●  |    | ○  |    |    |
| 豬         | 雞         | 牛         | 七隻小羊         | ○  |    |    | ○  | ●  | ○  |    |    | ○  |    |    | ○  |
| 蛇         | 豬         | 兔         | 稻草富翁         | ○  |    |    | ○  |    | ○  | ●  |    |    | ○  |    | ○  |
| 蛇         | 馬         | 羊         | 小飛俠           | ○  |    |    |    | ●  | ○  | ○  | ○  |    |    | ○  |    |
| 鼠         | 鼠         | 鼠         | 老鼠娶親         | ○  |    | ●  | ○  |    |    |    |    |    |    | ●  | ○  |
| 虎         | 蛇         | 雞         | 阿拉丁神燈       | ○  |    | ○  |    |    |    |    | ○  |    |    | ○  |    |
| 雞         | 雞         | 豬         | 白鶴報恩         | ○  |    | ○  |    |    |    | ○  |    |    | ○  |    | ○  |
| 雞         | 兔         | 羊         | 糖果屋           | ○  |    |    | ○  |    |    |    | ○  |    | ○  | ○  | ●  |
| 兔         | 雞         | 鼠         | 穿長靴的貓       | ○  | ○  | ●  |    |    |    |    |    | ○  |    | ○  |    |
| 雞         | 虎         | 雞         | 青鳥的故事       | ○  | ○  | ○  |    |    |    |    |    |    | ○  | ○  |    |
| 羊         | 羊         | 羊         | 狼來了           | ●  |    |    | ○  |    | ○  |    | ○  | ○  |    |    | ○  |
| 羊         | 馬         | 狗         | 人魚公主         | ○  |    |    |    | ○  |    | ○  | ○  |    |    | ○  |    |
| 鼠         | 蛇         | 豬         | 金銀斧頭         | ○  | ○  | ○  | ○  | ○  | ○  | ○  | ○  | ○  | ○  | ○  | ○  |
| 虎         | 龍         | 牛         | 白鯨記           | ○  |    | ○  |    |    | ●  | ○  | ○  |    |    |    | ○  |
| 鼠         | 猴         | 狗         | 猿蟹合戰         | ○  |    |    |    |    |    |    |    | ○  |    | ○  |    |
| 豬         | 兔         | 鼠         | 科學怪人         | ○  |    |    | ○  |    |    | ○  |    |    |    |    | ○  |
| 雞         | 馬         | 狗         | 不萊梅的城市樂手 | ●  | ●  | ○  | ●  | ●  | ●  | ○  | ●  | ●  | ○  | ○  | ●  |
|            |            |            | 國王的新衣       | ○  |    | ●  | ○  | ●  |    |    |    | ○  | ○  |    |    |
| 鼠         | 牛         | 龍         | 浦島太郎         | ○  | X  | ○  | ○  | X  | ○  | ○  | ○  | ○  | ○  | ○  | ○  |
| 蛇         | 猴         | 兔         | 綠野仙蹤         | ○  |    | X  | ○  |    | X  | X  | X  | X  | X  | X  | ○  |
| 先發次數   | 先發次數   | 先發次數   | 先發次數         | 27 | 7  | 11 | 17 | 5  | 10 | 11 | 13 | 11 | 12 | 15 | 11 |
| 支援次數   | 支援次數   | 支援次數   | 支援次數         | 2  | 3  | 5  | 1  | 6  | 3  | 2  | 2  | 1  | 0  | 1  | 3  |
| 總出場次數 | 總出場次數 | 總出場次數 | 總出場次數       | 29 | 10 | 16 | 18 | 11 | 13 | 13 | 15 | 12 | 12 | 16 | 14 |
○：麒麟號派出的先發人員 ； ●：被召喚的支援人手 ； X：陣亡 
※所有故事的時代中，未出現過龍、馬的時代。
※所有故事的方位中，未出現過虎、蛇的方位。
※老鼠娶親，該故事先發人員只有3人，為最少的一次。
※狼來了、不來梅的城市樂手，只有這2個故事，鼠沒有先發過。
※狼來了，該故事出動的成員，被其他生肖成員擔憂此次為最弱戰力的一次。
※時代、時間、方位中，只要出現2個雞，該故事必定與鳥類有關係，而且雞一定會出場。
※醜小鴨、老鼠娶親、狼來了，這3個故事的時代、時間、方位是一連貫的，雞、鼠、羊。
※先發最多的是鼠27次，其次是兔17次。反過來，最少的是龍5次，其次是牛7次。
※支援最多的是龍6次，其次是虎5次。反過來，最少的是雞0次，其次是兔、猴、狗皆是1次。
※不來梅的城市樂手的故事，因為任務時間超時，造成全體支援的情況。
※除黑暗童話之外，金銀斧頭和不來梅的城市樂手，皆是全體出動。
※浦島太郎和綠野仙蹤皆是掉到海底，完全被邪靈徹底統治的黑暗童話，同時是最終戰場的地點。

### 童話故事人物
以每一集出現的順序排列。
- 桃太郎（配音：田野惠）

爆丸一行人執行最初的任務時遇到的童話同名角色。除了四周場景與服裝變成科幻小說風格以外沒有太多變化。
似乎早就已經知道爆丸一行人的到來，在打敗妖魔怪兽之後為了答謝就送了一車黃金。
- 灰姑娘

灰姑娘的女主角，外表並沒有太大變化
- 後母（配音：齐藤昌）

除了變成主題樂園附近某間夜店的其中一位顧客之外表面上沒有什麼變化，然後實際上已經被妖魔給附身，後來企圖要拿石頭砸碎玻璃鞋時被爆烈丸給阻止，在照妖鏡的光線下現出原形。
- 王子

原來為灰姑娘城堡裡面主持舞會的王子，同時也是克莉姆想像中的人物。雖然在受到妖魔的影響下變成主題樂園附近某間夜店的男主角，但基本的王子設定依然不變。
- 兔子（配音：大谷育江）

龜兔賽跑的兔子主角，穿著格子圖案的工作服與吊帶褲。與烏龜因為一直分不出勝負而在酒吧多次提出對決，既使換成賽車競速也不分上下。
- 烏龜（配音：星野充昭）

龜兔賽跑的烏龜主角。
- 醜小鴨（配音：田野惠）

與安徒生童話同名的主角，受到妖魔的影響下從鵝蛋孵化後外型成了鴕鳥的模樣。
- 修女三藏（配音：橫山智佐）

原本是中國童話西遊記的唐三藏，因為受到妖魔影響，除了四周背景變成西部拓荒時代風格外自身變成了修女的模樣。
槍法非常了得，為了要協助爆丸一行人拯救被綁架的隊員們而接受金角銀角兄弟的西部牛仔一對一決鬥。
- 金角、銀角

原來為中國童話西遊記的火炎山護衛，因為受到妖魔影響變成西部拓荒時代風格的強盜兄弟。
在用計之下擄走爆丸和诗芙丽並威脅修女模樣的唐三藏要求決鬥。最後兩人認輸。
- 竹取爺爺/奶奶（配音：瀨川新一/有馬瑞香）

日本著名童話辉夜姬主角的老父母。原本是要到竹林中採收竹子，然後遇到從竹子裡誕生的公主。然而在妖魔怪兽的影響下，不知從何時開始，自己的住家開了一間每天門庭若市的意大利面店，开始做起永无止境的意大利面。
雖然在爆丸一行人的幫忙下把所有食材全部給用完，但老夫妻表示说每当材料之一的番茄酱用完時，就會有一位神秘商人（其實是妖魔）出來主動再補貨，然後又會有一堆客人蜂擁而來地光顧。如此一來就无法有多余的时间進入竹林工作。
- 小紅帽（配音：白鳥由里）

與童話同名的主角，外表雖沒有什麼不同，但個性變得很堅強，曾在爆丸面前擊退所有的街頭混混。
其祖母也因為孫女擊退大野狼成功之故，居住的地方變成了一座豪宅，同時性格與思考模式也變的像當代年輕人一樣總是放浪。
完結篇再度登場，給予爆丸一臂之力打倒最後的妖魔神。
- 大野狼

被隊員發現在大宅邸最裡面地牢的大野狼，在被發現的時候情緒低落且帶些恐懼（本人表示已沒膽子敢吃祖母，然後自己即將要被管家製作成火鍋料理）。接著就向隊員們說出有關於小紅帽為何能堅強的秘密，然後道出那位管家的真面目是妖魔的事實。
- 匹诺曹（配音：岩永哲哉）

小木偶的主角。在妖魔的影响下变成全身用黃金打造的木偶，并过着有钱人的生活。虽然一说谎鼻子就会变长的設定没变，但鼻子能磨成金粉所以受到当地人的欢迎。
- 傑貝特（配音：丸山詠二）

製造出木偶皮諾喬的木匠，在製作完以黃金打造的皮諾喬後憂鬱地臥病在床。
- 傑克（配音：まるたまり）

著名童話傑克與魔豆的主角，本作唯一從故事一開始沒有任何變化（除了種下去的魔豆會成長至通往現實世界尋常的街道以外）的童話人物。
- 白雪公主（配音：天野由梨）

外表與一般的白雪公主沒有什麼不同，就是多了一根魔法棒，會施展各式各樣的魔法。也宣稱看穿了巫婆的毒蘋果伎倆。
- 大野狼（配音：檜山修之）

操纵着大型机器人企图想要攻击小豬房子的狼，然後被打得落花流水。
爆丸在質問時原以為他是童話三隻小豬出現的狼，最後已確認是另一部童話狼與七小羊的狼。
該童話出現的大野狼與在小紅帽出現的不是同一隻，配音員也不同。
- 渡志部（配音：真殿光昭）

日本童話稻草富翁的主角。原先應該要是從幾根稻草開始一直跟其他人交換物品，直到換來一座城堡並致富的普通平民，然而在算命師（妖魔）的指示下無意地把派卡拉跟撐雨傘的男性給交換。
- 彼得潘（配音：渡邊久美子）

童話小飞侠的主角，初次登场時看似是沒有异常，可是欲对飞行感到害怕。最後在派卡拉的鼓勵下克服恐懼，與溫蒂一起回到失樂園。
- 溫蒂（配音：佐藤由里）

童話小飛俠的女主角。因為彼得潘沒有信守兩人的承諾而生氣，並想要與彼得潘分手。但中途被虎克船長給抓走，綁在船頭上當作人質。
最後被已克服飛行恐懼的彼得潘給救出，兩人一起回失樂園。
- 廷卡貝兒（配音：橫山智佐）

小飛俠中的妖精。被妖魔給附身後經常在睡著的彼得潘耳邊说了一些害怕的暗示，事後裝作不知情。在船上被爆丸的照妖镜光線照射下現出有如巨大蝴蝶般的原形，翅膀一揮可以產生出強烈的大風。
被打敗後眾人以為已經死亡，在遺體帶回失樂園之後再次復活。
- 春鈴（配音：岡村明美）

中國童話老鼠新娘的女主角。最初一開始登場時看上了來執行任務的爆丸並說出兩人有著訂婚的約定，並直接稱呼他“爆烈丸大人”的關係，結果使在場的克莉姆感覺很不高興。
最終在整個世界恢復原樣之後因無意間想起與爆丸在一起時的記憶，便在出嫁時流出眼淚。
- 隱者（配音：未知）

競技場上登場的選手之一。外貌為螃蟹。
其口中會噴火，同時也能在空中飛行（龍哥曾說他的飛行方式很低級）。但在半空中飛行時因為尾巴被切斷的關係，讓爆丸有機可趁，然後因此分出勝負（由於是爆丸誤打誤撞發現其真面目，在打敗之後還曾說出「一切如計劃之中」的表面話）。
- 馬吉利斯（配音：坪井智浩）

競技場上登場的選手之一。外貌為松鼠。
雙手腕上有著能發射出「氣孔拳」的武器，但被爆丸身上的照妖镜給反彈回去因此被擊中，最後脫口說出「怎麼可能」之後當場倒下。
- 蓋頓（配音：二又一成）

競技場上登場的選手之一。外貌為蜥蜴。
於後台準備區企圖綁架隊員當作人質以讓爆烈丸主動認輸，但手段被識破就未成功。
- 阿拉丁（配音：丸山詠二）

阿拉丁与神灯的主角，不过被妖魔影响后变成日本江户時代中的名医，同時該名字也变成了「荒木之进（兩者讀音明顯相似）」。然後也表示自己經常夢見一直以來所尋找的神燈就埋藏在自家的地基下方。
另有一位女兒叫做阿玉（配音：大谷育江）。
- 蚁魔萬三（配音：西村知道）

盜賊團首領。為了要取得荒木之進家中地基下埋藏的神燈就用卑鄙的手段綁架阿玉，其真實身分為妖魔。
- 平三（配音：北村宏一）

原為白鶴報恩的主角，全名為「錢形平三」。不过在妖魔的影響下個性與樣子變得古怪（爆丸形容他的樣子像是瘋瘋癲癲），而且運動神經和反應非常出色，三兩下就當場撂倒爆烈丸與隊員们。最喜歡吃的食物是長毛象肉。
很照顧其女兒手智子，在發現其真實身分時大感震驚。
- 鐵子

原本是日本童話白鶴報恩的白鶴。但在妖魔的影響下，變身後的原形成了冰河時代的猛瑪象。但礙於恩人平三喜歡吃象肉（如果其真實身分一旦曝光就會被殺來吃）的關係，就不敢在夜裡織布。
- 長靴貓

威廉·莎士比亞小說穿長靴的貓的主角，初次登場時看似沒有任何變化，然後央求爆烈丸救助他的主人。
本作中唯一一位由妖魔假扮的童話人物主角。
- 漢賽爾與克雷蒂（配音：铃木玲子、泽海阳子）

安徒生童話糖果屋中登場的兄妹。
因為妹妹克雷蒂的肚子裡面有貪吃蟲（妖魔），因此個性變得異常貪吃，連巫婆和兩兄妹的父母也拿他沒辦法。
- 小牧童

著名童話狼來了的主角，因為受到妖魔的影響，自己本身變成了某一棟商業大樓的中央自動控制系統附屬保全裝置的高科技人工智慧體，其原本童話設定中做事反覆的個性差點讓出任務的隊員（除了诗芙丽例外）全軍覆沒。
- 水之女神（配音：大谷育江）

童話金斧頭與銀斧頭中從水池裡登場的女神。被爆丸以為她就是妖魔而誤會，因為全員當中只有兩名隊員（爆丸和诺洛里）沒有落入池塘使其變成石頭雕像，就告訴爆烈丸能讓其他隊友恢復原狀的提示。
- 樵夫

童話金斧頭與銀斧頭中登場的樵夫。因為受到妖魔的影響，樣貌與穿著變成了類似埃及法老王的模樣、同時住處和個性也是。以打保齡球自豪，故收集了變成石頭的十名隊員來當作保齡球瓶，用最愛的寵物推糞金龜（妖魔）來推純金製作且又會產生出電流的大球使其全倒。
- 人魚公主（配音：尤加奈）

原為安徒生童話人魚公主的主角。最初爆丸一行人見到他時是一名想要參加百老匯試鏡會的普通金髮少女。然後本人表示說不用以自己的聲音做為代價就可以從人魚變成人類。
唯一讓隊員們集体猶豫是否要使其恢復原樣的童話角色。
- 愛哈布（配音：大塚明夫）

著名小說白鯨記中的船長。主角本身沒有什麼變化，只是帆船的部分變成了能在沙漠中行駛的蒸汽船。
因為自身嚴格的行事作風而讓派卡拉以「師傅」的身分為之尊敬，最后众叛亲离。
- 沙爾卡彭（配音：龜井芳子）

猴基來到日本童話猴蟹合戰時因為受到妖魔影响後所身負的黑道殺手身分。因為之前的另一人在該世界中謀殺了卡尼奧首領（ドン・カニオーネ）的關係，故剛來執行任務時遭到烏蘇拉可夫的追殺。
實際上這是瓏爛為了要抹殺全隊員而規劃出來的計畫之一。
- 烏蘇拉可夫（配音：西村知道）

日本童話猴蟹合戰的栗子角色。受到妖魔影响後變成因為卡尼奧首領被殺，所以著手企圖追殺隊員猴基的黑道手下之一，後來被好不容易趕來的爆丸一行人給制伏。
其變成黑道首領後的樣貌與其名字的設定皆參考自1930年代美國芝加哥有名的黑道集團首領艾爾·卡彭。
- 芙蘭索瓦·肯特（配音：根谷美智子）

原形為小說科學怪人中的主角。初次登场时受到妖魔影响，形象从恐怖的机器人变成了打网球的少女。
表面上雖然是容貌端秀、戴眼鏡的网球少女，不過實際上仍有著與科學怪人相同的力量。由於暗戀社團中的網球教練還有想達成自己的目標（成為網球選手）的關係，因此與有錢與權勢的情敵開始爭奪網球教練芳心的決鬥。
在任務進行當中，帕卡蘭奇開始對她感到好感，離去時因為難得的愛情告吹，就因此感嘆說：「她真是青春的表現啊！」
- 乙姬

「黑暗童話樹」浦島太郎的龍宮城主角。自稱龍宮城裡面已經一無所有，一見到爆丸來就開始以鰻魚怪發動攻擊。
- 稻草人、獅子、機器人

「黑暗童話樹」綠野仙蹤的其中三位主角。這裡的機器人為天上飛的轟炸飛行船，由稻草人和獅子操控，一見到爆丸來就開始盯上目標，以投擲炸彈來發動攻擊。

## 製作團隊
- 總監督：岡嶋國敏
- 企劃：(株)Ｉ＆Ｓ(株)ルネッサンス
- 總作畫監督：下坂英男
- 美術監督：長尾仁
- 色彩設計：三橋曜子
- 系列構成：關島眞頼
- 角色設計（デザイン・ワーク）：Studio OX/鈴木典孝
- 串場角色設計：下坂英男
- 音樂：池毅、戸塚修
- 音樂製作：日本コロムビア
- 音響監督：水本　完/鈴木祐子
- 效果：井上　裕
- 動畫製作：SHAFT
- 製作：
- 設定制作：山口奈津紀
- 制作管理：西牧志づ子

## 主題曲
片頭曲
（作曲：白峰美津子、作曲：伊秩弘將、編曲：有賀啓雄、歌：神奈弓子）
片尾曲
（作詞・作曲・歌：小林清美、編曲：水島康貴）1～17話
（作詞：凜凜子、作曲：内田勉、編曲：島田昌典、歌：米屋純）18～39話
角色歌
（作詞：細井能道、作曲：池毅、編曲：戸塚修、歌：澤海陽子）
喵瑪的形象曲。
（作詞：細井能道、作曲&編曲：戸塚修、歌：川村萬梨阿）
歐拉公主的形象曲。
（作詞：岸間信明、作曲：池毅、編曲：戸塚修、歌：納谷六朗）
麒麟號的形象曲。
（作詞：細井能道、作曲：池毅、編曲：戸塚修、歌：坂本千夏）
爆裂丸的形象曲。
（作詞：川崎ヒロユキ、作曲：池毅、編曲：戸塚修、歌：森川智之）
赫魯斯的形象曲。
（作詞：川崎ヒロユキ、作曲：池毅、編曲：戸塚修、歌：星野充昭）
虎王的形象曲。
（作詞：久保田雅史、作曲：池毅、編曲：戸塚修、歌：氷上恭子）
克莉姆的形象曲。
（作詞：岸間信明、作曲：池毅、編曲：戸塚修、歌：山野井仁）
龍哥的形象曲。
（作詞：岸間信明、作曲：池毅、編曲：戸塚修、歌：納谷六朗）
阿蛇的形象曲。
（作詞：久保田雅史、作曲：池毅、編曲：戸塚修、歌：長嶝高士）
派卡拉的形象曲。
（作詞：川崎ヒロユキ、作曲：池毅、編曲：戸塚修、歌：宮村優子）
詩芙麗的形象曲。
（作詞：山下久仁明、作曲：池毅、編曲：戸塚修、歌：龜井芳子）
蒙克的形象曲。
（作詞：山下久仁明、作曲：池毅、編曲：戸塚修、歌：川村萬梨阿）
塔露朵的形象曲。
（作詞：川崎ヒロユキ、作曲：池毅、編曲：戸塚修、歌：森川智之）
波奇郎的形象曲。
（作詞：川崎ヒロユキ、作曲：池毅、編曲：戸塚修、歌：澤海陽子）
烏力的形象曲。
（作詞：千秋ひとし、作曲：池毅、編曲：戸塚修、歌：十二生肖戰士們）
於最終話以插曲形式使用。

## 各話名稱
| 集数 | 日文標題 | 中文標題                       | 中文標題               | 中文標題 | 中文標題               | 主要故事世界               | 出動成員                               | 召喚精靈     |
| 集数 | 日文標題 | 台灣                           | 台灣                   | 香港     | 大陸                   | 主要故事世界               | 出動成員                               | 召喚精靈     |
| 集数 | 日文標題 | 中視                           | 衛視                   | 香港     | 大陸                   | 主要故事世界               | 出動成員                               | 召喚精靈     |
| ---- | -------- | ------------------------------ | ---------------------- | -------- | ---------------------- | -------------------------- | -------------------------------------- | ------------ |
| 1    |          | 也有这种冒险～？               |                        |          | 一起去冒险             | 桃太郎                     |                                        |              |
| 2    |          | 打倒妖魔怪兽                   |                        |          | 打敗它!邪魔毛斯塔      | 桃太郎                     | 派卡拉、虎王                           |              |
| 3    |          | 午夜十二点五分的灰姑娘         | 零時五分的灰姑娘       |          |                        | 灰姑娘                     | 爆裂丸、克莉姆、詩芙麗、派卡拉、阿蛇   | 龍哥         |
| 4    |          | 不帮兔子，只帮乌龟？           | 抱歉啦兔子，烏龜加油   |          | 烏龜和兔子賽跑         | 龜兔賽跑                   | 爆裂丸、克莉姆、龍哥、波奇郎、蒙克     | 阿蛇         |
| 5    |          | 鴨子的孩子是鴕鳥？             | 醜小鴨是鴕鳥？         |          |                        | 醜小鴨                     | 爆裂丸、荷魯斯、阿蛇、塔露朵、烏力     | 派卡拉       |
| 6    |          | 決斗！西部牛仔西游记           | 決鬥，西遊記的西部片   |          |                        | 西遊記                     | 爆裂丸、派卡拉、詩芙蕾、蒙克、烏力     | 虎王、龍哥   |
| 7    |          | 今天开店？寻找辉夜姬           | 今日开店？寻找竹取公主 |          |                        | 辉夜姬                     | 爆裂丸、虎王、克莉姆、詩芙蕾、塔露朵   | 荷魯斯       |
| 8    |          | 注意小紅帽                     | 小心小紅帽             |          |                        | 小紅帽                     | 爆裂丸、荷魯斯、詩芙蕾、波奇郎、烏力   | 無           |
| 9    |          | 驚嚇豆的樹巨人之國！傑克與豌豆 | 驚嚇的豌豆樹巨人國！   |          |                        | 傑克與豌豆                 | 爆裂丸、虎王、克莉姆、龍哥             | 無           |
| 10   |          | 皮諾喬的富豪生活               |                        |          |                        | 木偶奇遇記                 | 爆裂丸、克莉姆、塔露朵、波奇郎         | 龍哥         |
| 11   |          | 白雪公主的蘋果騷動             |                        |          |                        | 白雪公主                   | 爆裂丸、荷魯斯、虎王、克莉姆、塔露朵   | 詩芙蕾       |
| 12   |          | 妖魔王的挑戰                   |                        |          | 邪魔王尼玛的挑戰       | 三隻小豬→ 大野狼與七隻小羊 | 爆裂丸、克莉姆、阿蛇、蒙克、烏力       |              |
| 13   |          | 危機四伏                       | 這裡與那裏都是危機     |          | 危機四伏               | 三隻小豬→ 大野狼與七隻小羊 | 爆裂丸、克莉姆、阿蛇、蒙克、烏力       | 龍哥         |
| 14   |          | 稻草富翁的交換大戰             |                        |          |                        | 稻草富翁                   | 爆裂丸、克莉姆、阿蛇、塔露朵、烏力     | 派卡拉       |
| 15   |          | 飛不起來的彼得潘               |                        |          |                        | 小飛俠                     | 爆裂丸、阿蛇、詩芙蕾、派卡拉、波奇郎   | 龍哥         |
| 16   |          | 比武大會!!爆丸要結婚?          |                        |          |                        | 老鼠娶新娘                 | 爆裂丸、克莉姆、烏力                   | 虎王、波奇郎 |
| 17   |          | 阿拉丁老先生與魔法神燈         |                        |          |                        | 天方夜譚                   | 爆裂丸、虎王、詩芙蕾、波奇郎           | 無           |
| 18   |          | 壯烈的XX報恩                   |                        |          |                        | 白鶴報恩                   | 爆裂丸、虎王、派卡拉、塔露朵、烏力     | 無           |
| 19   |          | 奇怪的奇怪的糖果屋             |                        |          |                        | 糖果屋                     | 爆裂丸、克莉姆、詩芙蕾、塔露朵、波奇郎 | 烏力         |
| 20   |          | 穿長靴的貓的陰謀               |                        |          |                        | 穿長靴的貓                 | 爆裂丸、荷魯斯、蒙克、波奇郎           | 虎王         |
| 21   |          | 甦醒吧！爆裂丸                 |                        |          | 醒來吧！爆丸           | 穿長靴的貓                 | 爆裂丸、荷魯斯、蒙克、波奇郎           | 虎王         |
| 22   |          | 力量升級！新麒麟號！           |                        |          |                        | 穿長靴的貓                 |                                        |              |
| 23   |          | 青鸟塔露朵？                   |                        |          |                        | 青鳥                       |                                        |              |
| 24   |          | 拿枪吧诗芙丽！                 |                        |          |                        | 狼來了                     |                                        |              |
| 25   |          | 百老匯的人魚公主               |                        |          |                        | 美人魚                     |                                        |              |
| 26   |          | 黃金？不！絕對不是！           |                        |          |                        | 金斧頭與銀斧頭             | 全員                                   |              |
| 27   |          | 沙漠的白色惡魔                 |                        |          |                        | 白鯨記                     |                                        |              |
| 28   |          | 抹殺蒙克!?猴子大戰螃蟹         | 抹殺蒙克!?猴子大戰螃蟹 |          | 抹殺猴基!?猴子大戰螃蟹 | 猿蟹合戰                   |                                        |              |
| 29   |          | 愛與青春的派卡拉               |                        |          |                        | 科學怪人                   |                                        |              |
| 30   |          | 回憶的生日禮物                 | 回憶的生日禮物         |          |                        |                            |                                        |              |
| 31   |          | 大危机！妖魔王的陷阱           |                        |          |                        | 不來梅的城市樂手           |                                        |              |
| 32   |          | 將失去的記憶取回吧             |                        |          |                        |                            | 全員                                   | －           |
| 33   |          | 悲哀的妖魔王的过去             |                        |          |                        | 國王的新衣                 |                                        | 無           |
| 34   |          | 出击！麒麟号诞生的秘密         |                        |          |                        | －                         |                                        |              |
| 35   |          | 最终决战！進攻妖魔城！！       |                        |          |                        | －                         |                                        |              |
| 36   |          | 放射十二戰士合體光線！         |                        |          |                        | 浦島太郎                   | 全員                                   | －           |
| 37   |          | 醒來吧珠獻！                   |                        |          |                        | 綠野仙蹤                   | －                                     | －           |
| 38   |          | 憤怒與憎恨的盡頭               |                        |          |                        | －                         | －                                     | －           |
| 39   |          | 總有一天能與你見面             |                        |          |                        | －                         | －                                     | －           |

※基本上除了第24、31集之外，爆烈丸均有在各任務中出擊。

## 官司與著作權問題
- 該動畫在BS頻道初次播送完結篇後再次從第1集開始重播，其後於1996年間的NHK教育頻道重播。然而在1996年下半的時候兩大公司的I&S股份有限公司和池田股份有限公司展開了一場官司，其原因大概為兩者之間正在進行商業化活動時其中一間公司持有相同的版權與合夥人的著作權，但確實真相不明。最後於西元2000年中旬雙方達成和解。[1]
- 稍後於2001年該動畫終於在AT-X頻道重播，現在的數位電波·BS放送方面則從未再繼續重播。
- 此外本動畫在嘗試播出錄影帶版本的階段中途由於是日本哥倫比亞影業決定片面宣布停止的，故與該官司毫無直接關係。[2]
- 儘管以上這些問題，很多網民都希望在電視上播放。

## 相關活動
- 2020年，韓國手遊克魯賽德戰記與本作連動。[3]

## 外部連結
- エトレンジャー ファンページ( The Eto-Rangers Fan's WebPage)